# Ada Mae Edwards
Ada Mae Edwards est une femme politique antiguayenne née le 9 juin 1911 à Antigua.
Elle est la première femme présidente de l'Assemblée nationale de Saint-Christophe-et-Niévès.

## Biographie

### Enfance et formations
Ada Mae Edwards est née à Antigua le 9 juin 1911. Elle suit une formation d'enseignante au collège, le mot anglais (langue de son pays) college signifie plutôt université, de son pays natal et en 1930, elle s'installe Saint-Christophe-et-Niévès,. 

### Carrière
Elle  travaille comme institutrice adjointe et, pendant son temps libre, elle aide les guides. Elle est promue en 1941 et devient directrice d'une école à Dieppe Bay,.
En 1948, elle entreprend une formation supplémentaire à Port of Spain et à son retour, elle devient l'enseignante surveillante de l'île de Niévès.
En 1959, elle  dirige un programme à Saint-Christophe pour atténuer le taux de chômage élevé du pays. Sa tâche consiste à former des personnes au service domestique. Par ce moyen, les chômeurs obtenaient du travail à l'étranger, au Canada. Plus tard, en 1966, elle supervise l'enseignement des sciences domestiques sur l'île de Saint-Christophe-et-Niévès (qui en fait c'en est deux). Cette année-là, elle est nommée membre de l'Ordre de l'Empire britannique,.
Ada Mae Edwards est politiquement active et devient la responsable exécutive de la St. Kitts-Nevis Trades and Labour Union en 1972. Elle est autorisée à représenter le parti travailliste et est élue présidente de l'assemblée de Saint-Christophe-et-Niévès. Elle devient la première femme présidente de l'Assemblée nationale en 1978 de la Fédération de Saint-Christophe-et-Niévès.  Elle décède en 2004. En 2011, elle est l'une des femmes choisies pour être honorées dans une exposition pour célébrer la Journée internationale de la femme,,,,.